# Garielle Lutz
Garielle Lutz (* 26. Oktober 1955 in Allentown, Lehigh County, Pennsylvania) ist eine US-amerikanische Schriftstellerin, die besonders im Genre der Kurzgeschichten tätig ist. 2020/2021 outete sie sich mit ihrem Buch Worsted als transgender. Bis dahin hatte sie unter dem Namen Gary Lutz publiziert.

## Leben
Lutz wurde 1955 in Allentown in Pennsylvania in eine Familie der Arbeiterklasse geboren. Nach dem Schulabschluss folgte ein Bachelorstudium am Kutztown State College und ein Masterstudium im kreativen Schreiben an der Ohio University. Daran schloss sich eine akademische Laufbahn an. Lange Zeit war Lutz assistant professor auf dem Campus der University of Pittsburgh in Greensburg, unter anderem zuständig für Förderunterricht in der englischen Sprache (remedial English), die englische Grammatik und Unternehmenssprache. Hinzu kamen einige Gastsemester unter anderem an der University of Kansas und der Syracuse University. Begleitend begann Lutz eine zweite Karriere in der Literatur, unter anderem gefördert durch das National Endowment for the Arts.
Etwa 2020 ging Lutz vom Hochschulbetrieb in Rente. Ungefähr zur gleichen Zeit machte sie öffentlich, transgender zu sein. Schon Ende Dezember 2019 hatte sie – noch unter ihrem alten Namen – in einem Interview davon gesprochen, zeitlebens ihr biologisches Geschlecht abgelehnt und sich als Frau gesehen zu haben. Im Mai 2020 gab sie Elizabeth Ellen als Garielle Lutz ein Interview; das bei Ellen wenig später publizierte Buch Worsted erschien ebenfalls unter ihrem heutigen Namen. 2021 gab sie bekannt, geschlechtsangleichende Maßnahmen unternommen zu haben.

## Werk
Lutz begann zunächst unter dem Pseudonym Lee Stone in Gordon Lishs The Quarterly zu veröffentlichen. 1996 erschien in Buchform die Kurzgeschichtensammlung Stories in the Worst Way, die insgesamt 46 Geschichten unterschiedlicher Länge umfasst. Ihr Debüt wurde in der Literaturkritik negativ besprochen, worauf sich Lutz auf Publikationen in kleineren Verlagen konzentrierte. In den nächsten Jahren wurde sie so zunächst nur innerhalb der Indie- bzw. Independent-Literatur bekannt. Auf Stories in the Worst Way folgten mehrere weitere Sammelwerke, zunächst I looked Alive (2003) und dann die etwas kürzeren Partial List of People to Bleach (2007), Divorcer (2011) und Assisted Living (2017). I looked Alive ist eine stilistische Weiterentwicklung von Stories in the Worst Way; Partial List of People to Bleach enthält neben bis dahin unveröffentlichten Geschichten auch einige frühere, noch unter Pseudonym erschienene Werke. Gleichfalls umfasst das Buch eine Vorlesung mit dem Titel The Sentence Is a Lonely Place, die sie 2008 zum Thema literarischer Stil an der Columbia University gehalten hatte. In Divorcer setzte sich Lutz mit dem Themenkomplex der Scheidung auseinander, was sich inhaltlich in Assisted Living fortsetzt. 2019 erschien unter dem Titel The Complete Gary Lutz eine Gesamtausgabe von Lutz’ bisherigen Werken. Auch neun bislang unveröffentlichte Kurzgeschichten waren Teil der Edition. 2021 folgte mit Worsted eine Sammlung von 14 Kurzgeschichten. 2022 erschien eine deutschsprachige Übersetzung ihres Debütbuches von Christophe Fricker. Ungefähr zur gleichen Zeit begann sie, auch über eine kleine Fangemeinde hinaus in der Literaturwelt wahrgenommen zu werden. Größere Aufmerksamkeit erhielt sie, als sie im Oktober 2022 vom Wettanbieter Ladbrokes zu den Aspiranten für den Literaturnobelpreis gezählt wurde.
Lutz schreibt vorwiegend in der ersten Person, lässt die Identität der Erzähler aber oftmals im Vagen. Inhaltlich beschäftigen sich viele Geschichten mit Sexualität, geschlechtlicher Selbstfindung und Begehren, oft in Kombination mit negativen Aspekten. Sexus und Gender sind bei Lutz „nicht mehr als Schaufensterdekoration auf Körpern“. Die Erzähler vieler Kurzgeschichten seien „austauschbar“ und hätten eine Begierde, die sich ebenfalls austauschbaren Mitmenschen widme. Viele Charaktere blieben namenlos und erodieren im Laufe der Geschichte. Oftmals handeln die Kurzgeschichten von scheinbar alltäglichen Begebenheiten. Merve Emre beschrieb Lutz in der New York Review of Books als „beste zeitgenössische Schriftstellerin und Theoretikerin zum Thema Einsamkeit“. Besonders hervorgehoben wird regelmäßig Lutz’ Sprachstil. David Hugendick beschrieb diesen auf Zeit Online als  „erfindungsreiche, eigensinnige Sprache“ mit „outrierte[r] Wortkombinatorik und Satzbauten“, wodurch der „sprachliche Eigenwert ihrer Prosa“ hoch sei. Samuel Hamen ergänzte im Deutschlandfunk, dass dieser Sprachstil wesentlich zu einer Bereicherun des Inhalts ihrer Geschichten beitrage. Ange Mlinko beschrieb im London Review of Books, dass viele von Lutz’ Formulierungen sich „an die grammatikalischen Richtlinien halten, aber vom idiomatischen Sprachgebrauch abweichen“. Ihr Stil umfasse verschiedenste sprachliche Spielereien, aber jeder Satz bilde für sich genommen eine Einheit und versuche sich, dem folgenden Satz „anzunähern“. Brian Evenson kommentierte im Paris Review unter Verweis auf mehrere Übersetzer, dass der eigentümliche Sprachstil Lutz’ Werke mehr oder weniger unübersetzbar mache. Als großen Einfluss auf diese Art von Stil benennt Lutz selbst Gordon Lish.

## Werke
Anthologien
- Stories in the Worst Way. Knopf, New York City 1996, ISBN 0-679-42596-9.
  - Geschichten der übelsten Sorte. Weissbooks, Berlin 2022, ISBN 978-3-86337-194-4. Übersetzt von Christophe Fricker.
- I Looked Alive. Black Square, New York City 2003, ISBN 0-9712485-7-5.
- Partial List of People to Bleach. Future Tense Books, Portland 2007, ISBN 978-1-892061-31-7.
- Divorcer. Calamari Press, New York City 2011, ISBN 978-0-9831633-5-0.
- Assisted Living. Future Tense Books, Portland 2017, ISBN 978-1-892061-78-2.
- Worsted. Short Flight/Long Drive Books, Ann Arbor 2021, ISBN 978-0-9964949-2-2.

Werkausgaben
- The Complete Gary Lutz. Tyrant Books, New York City 2019, ISBN 978-1-73353-591-5. Mit einem Vorwort von Brian Evenson.